# Kręsko
Kręsko (niem. Kranz) – część miasta Brzeg Dolny w Polsce, w województwie dolnośląskim, w powiecie wołowskim. Położona jest w rejonie ulicy Uraskiej, na wschód centrum Brzegu Dolnego. 
Dawniej samodzielna wieś i gmina jednostkowa. Od 1945 w Polsce, gdzie ustanowiła gromadę w gminie Brzeg Dolny w powiecie wołowskim w województwie wrocławskim. W związku z reformą administracyjną kraju jesienią 1954 Kręsko (bez przysiółka Wały) weszło w skład nowo utworzonej gromady Brzeg Dolny. 13 listopada 1954 gromadę Brzeg Dolny zniesiono w związku z przekształceniem jej obszaru w miasto Brzeg Dolny, w związku z czym Kręsko stało się częścią miasta.